# 삼일중학교 (강원)
삼일중학교(三一中學校)는 대한민국 강원특별자치도 삼척시 남양동에 있는 사립 중학교이다.

## 학교 연혁
- 1968년 11월 26일 : 학교법인 삼일학원 설립인가
- 1968년 12월 6일 : 초대 이사장 방종묵 이사 취임
- 1969년 1월 31일 : 삼일중학교 9학급 설립인가
- 1969년 3월 1일 : 초대 김정경 교장 취임
- 1969년 3월 2일 : 삼일중학교 개교
- 1976년 12월 10일 : 남학생 수용인가
- 2013년 4월 30일 : 삼일중학교 교사동 준공
- 2015년 3월 31일 : 식생활관 및 체육관 준공
- 2017년 3월 7일 : 학교법인 삼일학원 제17대 김재록 이사장 취임
- 2017년 9월 1일 : 제11대 김시덕 교장 취임
- 2019년 1월 4일 : 제48회 졸업식 87명 졸업(누계 인원 8,560명)
- 2019년 3월 4일 : 입학식(신입생 102명)

## 참고 자료
- 삼일중학교 - 한국교육학술정보원 학교알리미